# Desert Memorial Park
Desert Memorial Park é um cemitério em Cathedral City, Califórnia. Foi aberto em 1956 e recebeu o primeiro sepultamento em 1957. É mantido pelo Palm Springs Cemetery District. O distrito também mantém o Welwood Murray Cemetery em Palm Springs.

## Sepultamentos notáveis
Dentre os sepultados no cemitério constam:
- Chris Alcaide (1923–2004), ator
- Dorothy Arnold (1917–1984), atriz, ex-mulher de Joe DiMaggio
- Busby Berkeley (1895–1976), diretor de cinema
- Sonny Bono (1935–1998), produtor de discos, cantor, ator e político; primeiro marido de Cher
- Lorraine Brox (1900–1993), uma das cantoras do grupo Brox Sisters
- Velma Wayne Dawson (1912–2007), marionetista criador do Howdy Doody
- Brad Dexter (1917–2002), ator
- Alex Dreier (1916–2000), locutor e ator
- Jolie Gabor (1896–1997), mãe das Gabor sisters
- Magda Gabor (1915–1997), uma das Gabor sisters
- Louis Galen (1925–2007), filantropo e banqueiro
- Neva Gerber (1894–1974), atriz do cinema mudo
- Bill Goodwin (1910–1958), locutor de televisão
- Irving Green (1916–2006), fundador da Mercury Records
- Earle Hagen (1919–2008), compositor
- Claude Harmon (1916–1989), golfista
- Josephine Hill (1899–1989), atriz
- Roy W. Hill (1899–1986), filantropo
- Eddy Howard (1915–1963), cantor
- Betty Hutton (1921–2007), cantora e atriz
- Jennings Lang (1915–1996), produtor de filmes
- Andrea Leeds (1914–1984), atriz
- Patrick Macnee (1922–2015), ator
- Diana "Mousie" Lewis (1919–1997), atriz
- Frederick Loewe (1901–1988), compositor
- Marian Marsh (1913–2006), atriz
- David J. McDonald (1902–1979), líder trabalhista
- Maurice "Mac" McDonald (1902–1971), co-fundador, com o irmão Dick, da rede original McDonald's
- Cameron Mitchell (1918–1994), ator
- John J. Phillips (1887–1983), congressista dos Estados Unidos
- William Powell (1892–1984), ator
- William David Powell (1925–1968), escritor de TV
- Marjorie Rambeau (1889–1970), atriz
- Pete Reiser (1919–1981), jogador de beisebol
- Jilly Rizzo (1917–1992), restaurador
- Frank Scully (1892–1964), escritor
- Ginny Simms (aka Virginia E. Eastvold) (1913–1994), atriz
- Anthony Martin Sinatra (1892–1969), pai de Frank Sinatra
- Barbara Sinatra (1927–2017), modelo e dançarina, mulher de Frank Sinatra
- Dolly Sinatra, (1896–1977), mãe de Frank Sinatra
- Frank Sinatra (1915–1998), cantor e ator
- Frank Sinatra Jr. (1944-2016), filho de Frank, cantor e compositor
- Jimmy Van Heusen (1913–1990), compositor
- Phil Weintraub (1907–1987), jogador da MLB
- Ralph Young (1923–2008), cantor e artista